# Чирчир (станція метро)
41°04′48″ пн. ш. 28°56′07″ сх. д. / 41.07998° пн. ш. 28.93526° сх. д.
Чирчир (тур. Çırçır) — метростанція на лінії М7 Стамбульського метро.
Станцію було відкрито 28 жовтня 2020

Розташування:  мікрорайон Чирчир району Еюпсултан, під бульваром Ататюрка. Станція має загалом 3 входи, вхід № 1 - бульвар Ататюрк /Критий спортивний зал Тевфіка Айденіза, вхід № 2 з вулиці Алібейкьой та вхід № 3 з боку акімату Чирчир. У східному залі (вхід 1 і 2) є 16 ескалаторів і 5 ліфтів. У західному залі (вхід № 3) є 2 ескалатори та 4 ліфти.
Конструкція: колонна трипрогінна станція мілкого закладення типу горизонтальний ліфт з однією острівною прямою платформою.
Пересадки
- Автобуси: 37E, 37M, 37T, 37Y, 39B, 47F, 49B
- Маршрутки: Аксарай — Імар Блоклари, Шишхане — Імар Блоклари, Шишлі — Імар Блоклари, Газіосманпаша — Фінанскент, Газіосманпаша — Ешилпінар — Фінанскент

| Попередня станція                  | Лінія | Лінія                           | Лінія | Наступна станція                         |
| ---------------------------------- | ----- | ------------------------------- | ----- | ---------------------------------------- |
| Алібейкьой до Шишлі — Меджидієкьой |       | M7 (Стамбульський метрополітен) |       | Вейсел Карані — Акшемсеттін до Махмутбей |